# Francisco Xavier Cabral de Oliveira Moncada
Francisco Xavier Cabral de Oliveira Moncada (Constância, 2 de Setembro de 1859 – 4 de Janeiro de 1908), conhecido por Cabral Moncada, foi um administrador colonial português que exerceu o cargo de Governador-Geral da Província de Angola entre 1900 e 1903, tendo sido antecedido pelo 1.º mandato de António Duarte Ramada Curto e sucedido pelo também 1.º mandato de Eduardo Augusto Ferreira da Costa.
Durante seu mandato como administrador colonial, esteve coordenando as operações contra os povos do Planalto Central, comandados por Mutu-ya-Kevela, na Segunda Guerra Luso-Ovimbundo.